# Lafayete Cavalcanti Correia de Melo
Lafayete Cavalcanti Correia de Melo foi um político brasileiro.
Era membro da Aliança Liberal e da Loja Maçônica Regeneração Campinense. Lafayete assumiu o poder de prefeito de Campina Grande, cargo que exerceu de 1929 até 1932.
Foi o responsável por implantar a estrada que interliga Campina Grande à capital do estado, João Pessoa. Além disso, iniciou o processo de calçamento das ruas da cidade.